# Retno Marsudi
Retno Lestari Priansari Marsudi is een Indonesische diplomate en politica. Tussen 2014 en 2024 was ze minister van Buitenlandse Zaken in de Indonesische regering.
Van 2005 tot 2008 was Retno Marsudi de Indonesische ambassadeur in Noorwegen en tussen 2012 en 2014 ambassadeur in Nederland. In oktober 2014 werd ze beëdigd als minister van Buitenlandse Zaken in het eerste kabinet van president Joko Widodo. Hiermee was ze de eerste vrouw die dit ambt in Indonesië bekleedde. Ze behield deze ministerspost ook in het tweede kabinet van president Joko Widodo, dat tussen 2019 en 2024 aan de macht was.
In november 2024 werd Retno Marsudi benoemd tot speciaal gezant op het gebied van Water bij de Verenigde Naties. Ze dient in die functie onder secretaris-generaal António Guterres.